# Sportdag

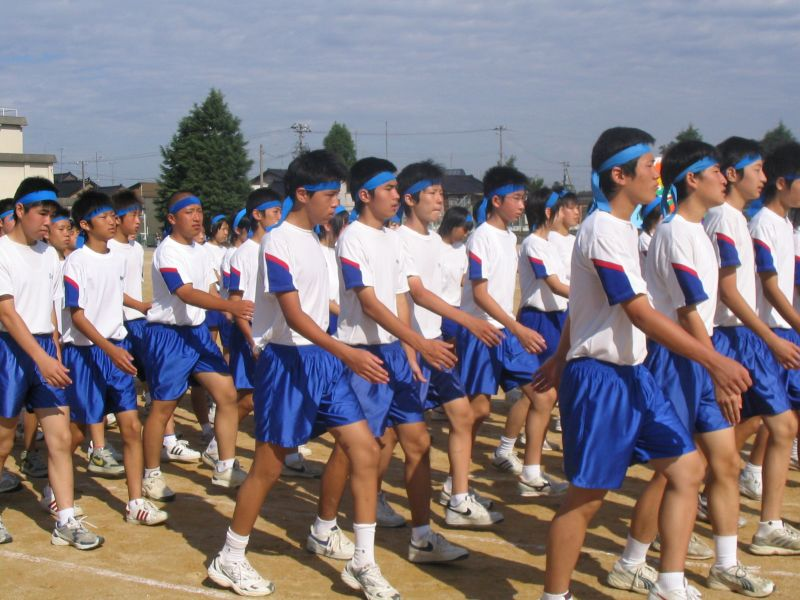
Een sportdag in Japan.

Een sportdag is een dag die doorgaans geheel in het teken staat van het uitoefenen of begeleiden van sport en spel.
Veel onderwijsinstellingen en ook bedrijven en organisaties hebben traditioneel elk jaar een sportdag om zodoende aandacht te besteden aan het belang van bewegen en bovendien om de collega’s of medescholieren in een wat meer ontspannen sfeer te leren kennen.
De Koningsspelen is een jaarlijkse sportdag voor Nederlandse basisschoolleerlingen. Dit evenement, dat sinds 2013 wordt georganiseerd op de vrijdag voorafgaand aan Koningsdag, heeft als doel kinderen te stimuleren om samen te bewegen en plezier te beleven aan sport. Het evenement begint met een gezamenlijk ontbijt, gevolgd door een dag vol sportieve activiteiten. In het eerste jaar namen 6.500 scholen deel; in latere jaren daalde dit aantal naar 5.500. 